# Кіддер (Міссурі)
Кіддер (англ. Kidder) — місто (англ. city) в США, в окрузі Колдвелл штату Міссурі. Населення — 267 осіб (2020).

## Географія
Кіддер розташований за координатами 39°46′55″ пн. ш. 94°6′9″ зх. д. / 39.78194° пн. ш. 94.10250° зх. д. (39.781910, -94.102365).  За даними Бюро перепису населення США в 2010 році місто мало площу 1,04 км², з яких 1,04 км² — суходіл та 0,00 км² — водойми.

## Демографія
Згідно з переписом 2010 року, у місті мешкали 323 особи в 121 домогосподарстві у складі 88 родин. Густота населення становила 310 осіб/км².  Було 132 помешкання (127/км²).
Расовий склад населення:
| - 96,9 % — білих |

До двох чи більше рас належало 2,5 %. Частка іспаномовних становила 0,6 % від усіх жителів.
За віковим діапазоном населення розподілялося таким чином: 26,9 % — особи молодші 18 років, 57,6 % — особи у віці 18—64 років, 15,5 % — особи у віці 65 років та старші. Медіана віку мешканця становила 40,9 року. На 100 осіб жіночої статі у місті припадало 101,9 чоловіків;  на 100 жінок у віці від 18 років та старших — 101,7 чоловіків також старших 18 років.
Середній дохід на одне домашнє господарство  становив 43 971 долар США (медіана — 35 536), а середній дохід на одну сім'ю — 54 206 доларів (медіана — 39 500). За межею бідності перебувало 14,9 % осіб, у тому числі 15,2 % дітей у віці до 18 років та 5,2 % осіб у віці 65 років та старших.
Цивільне працевлаштоване населення становило 84 особи. Основні галузі зайнятості: освіта, охорона здоров'я та соціальна допомога — 20,2 %, виробництво — 16,7 %, публічна адміністрація — 13,1 %, будівництво — 10,7 %.